# Pereskiopsis
Pereskiopsis (del grec opsis, "ull", a causa de la seva semblança amb el gènere Pereskia) és un gènere de cactus amb 8 espècies que pertanyen a la família de les Cactaceae.
Peireskiopsis Vaupel és una variant ortogràfica.
Pereskiopsis no és un típic cactus, té grans fulles verdes i creix com un arbust. Només la presència d'arèoles, usualment amb espines i flors permet que se l'identifiqui amb un cactus. Les flors s'obren durant el dia.

## Taxonomia
- Pereskiopsis aquosa
- Pereskiopsis blakeana
- Pereskiopsis deguetti
- Pereskiopsis gatesii
- Pereskiopsis kellermanii
- Pereskiopsis porteri
- Pereskiopsis rotundifolia
- Pereskiopsis spathulata